# Classes sociais no Brasil
As classes sociais no Brasil foram descritas por diversos autores e instituições, não havendo uma concepção unívoca a esse respeito. Este verbete, portanto, apresenta diversas análises da estratificação social brasileira feitas ao longo da história contemporânea do país.
Em sociologia, a concepção de classe social é, por vezes, diferente das habituais divisões por faixas de renda (classes A, B, C, D e E), entre outros motivos, porque estas consideram as classes de um modo meramente quantitativo. Não levam em conta que as classes não são totalmente fluidas, mas relativamente fechadas em si. Desconsideram também a forma pela qual cada classe interage uma com as outras. Por exemplo, relações de exploração econômica e dominação entre as diferentes classes podem contribuir para a perpetuação da desigualdade econômica entre elas. Outro defeito dessa abordagem é não levar em conta que a renda é apenas uma das várias diferenças entre as classes. Cada classe tem visões de mundo, aspirações e até mesmo costumes próprios. Entretanto, a classificação por faixas de renda também é abordada neste verbete.

## IBGE (2022)
Em suas publicações, o Instituto Brasileiro de Geografia e Estatística (IBGE) costuma classificar a população em classes de rendimento domiciliar total ou rendimento domiciliar per capita, mas não utiliza nomenclaturas como classes "A, B, C, D e E" e não adota uma definição oficial de categorias como "classe média".
Na divulgação da Pesquisa de Orçamentos Familiares (POF), de 2017-2018, por exemplo, o IBGE dividiu a população em sete classes de rendimento, com base no valor do salário mínimo.  Atualizada para o valor do salário mínimo de 2022 (1.212 reais), a classificação ficaria assim:
| Número de salários mínimos | Renda familiar (em reais) |
| -------------------------- | ------------------------- |
| Acima de 25                | 30.300,01 ou mais         |
| De 15 a 25                 | 18.180,01 a 30.300,00     |
| De 10 a 15                 | 12.120,01 a 18.180,00     |
| De 6 a 10                  | 7.272,01 a 12.120,00      |
| De 3 a 6                   | 3.636,01 a 7.272,00       |
| De 2 a 3                   | 2.424,01 a 3.636,00       |
| Até 2                      | Até 2.424,00              |

Para a filósofa Marilena Chaui, essa divisão não leva em conta o que é uma classe social.  A causa de uma classe, isto é, o que a gera, é a forma da propriedade. Deste modo, no capitalismo industrial, há a classe dos proprietários (a burguesia, ou elite) e a dos trabalhadores. Além dessas duas, há uma classe que não faz parte do núcleo central do capitalismo, isto é, uma classe que não é nem dona dos meios de produção e nem trabalhadora, no sentido do capitalismo industrial, que é a classe média (composta por profissionais liberais, funcionários públicos, integrantes da burocracia empresarial, entre outros). Outra fraqueza do método do IBGE é não considerar patrimônio ou  ganhos esporádicos.

## Jessé Souza (2017)
Jessé Souza, em A Elite do Atraso (2017), identifica quatro classes no Brasil contemporâneo. Duas já existem há muito tempo: a "elite da rapina" e a "ralé de novos escravos" (que antes eram apenas "escravos"). As outras duas — uma classe média e outra trabalhadora — são mais recentes. Estas tiveram um começo incipiente na Primeira Guerra Mundial, mas só se firmaram na década de 1930 com Getúlio Vargas. A industrialização do Brasil promovida por Vargas foi responsável pelo surgimento dessas duas novas classes e pela configuração da sociedade brasileira da forma como ela é reconhecida hoje.
A divisão de classes de Jessé, inspirada por Pierre Bourdieu, não tem por base as faixas de renda (muito criticada por ele), nem a concepção marxista-leninista. Ela se baseia em sociabilidades diferentes. Isto é, cada classe social tem um método próprio de criar os filhos, de socializá-los, e essas diferenças geram as classes sociais e as suas respectivas mentalidades e visões de mundo.  A divisão de classes a seguir é bastante semelhante à de Darcy Ribeiro.
| Classe                     | Descrição |
| -------------------------- | --- |
| A elite dos proprietários  | Caracterizada pela posse do capital econômico, que é transmitido hereditariamente. Controlam tanto os meios de produção de bens materiais como de bens simbólicos, como parte da mídia. |
| Classe média(1)            | Sua ênfase está no capital cultural. A classe também possui capital econômico hereditário, mas esse capital não tem a mesma importância que para a classe alta dos proprietários. A classe possui quatro subdivisões, conforme a tabela abaixo. |
| Classe dos batalhadores(1) | Também chamada de classe trabalhadora semiqualificada. Conforme Souza, "é uma classe extremamente heterogênea, ela vai desde toda a forma de trabalho precarizado até pequenos empreendedores." Compreende 70% da população. É composta, em parte, por aquilo que se habitou chamar de "nova classe média", emergida durante os governos do PT. |
| Ralé de novos escravos     | Composta pelos descendentes dos escravos, bem como de indivíduos livres, mas em situação de dependência. É uma classe que não tem acesso aos capitais econômico e cultural, e não dispõe nem das condições de adquiri-los, pois, para Jessé, eles são socializados de modo a viver sempre no presente, sem pensamento prospectivo, e sem estímulos dos pais para a leitura, o que faz com que eles não tenham a capacidade de concentração necessária para os estudos e a ascensão para a classe imediatamente superior. |

(1) classes de origem mais recente.

### Divisões da classe média
No mesmo livro, A Elite do Atraso, foi apresentada pela primeira vez as divisões dentro da classe média. Tais divisões foram feitas com base em uma pesquisa do Instituto de Pesquisa Econômica Aplicada (IPEA), coordenada pelo próprio Souza, somada a entrevistas realizadas por ele próprio em grandes cidades brasileiras. A classe média se diferencia conforme o tipo de capital cultural que adquire, e a sua quantidade. As frações expressivistas e críticas tem maior capital cultural, e as liberais e protofascistas, menor.
| Divisões da classe média | Divisões da classe média | Capital cultural |
| ------------------------ | --- | ---------------- |
| Fração liberal           | Tanto a fração liberal como a protofascista se caracterizam pela posse de um conhecimento técnico adaptativo, que serve para se adaptar às necessidades do capital, e não para criticar a ordem social. Essas frações buscam o conforto das certezas compartilhadas, veiculadas sobretudo pela mídia. Também se caracterizam pelo moralismo. Em comparação com a protofascista, a fração liberal possui maior apego ao ideário democrático.                 | Baixa            |
| Fração protofascista     | Conforme Souza, "o ódio às classes populares é aqui aberto e proclamado com orgulho, como expressão de ousadia ou sinceridade. O protofascista se orgulha de não ser falso como os outros e poder dizer o que lhe vem à mente. O mal e o bem estão claramente definidos, e o bem se confunde com a própria personalidade." Distingue-se da liberal também por sua maior sensibilidade a críticas, que são vistas como uma negação da própria personalidade. | Baixa            |
| Fração expressivista     | Também chamada de "classe média de Oslo", assim como a fração crítica, é mais crítica. Porém, sua atenção é mais voltada a causas ambientais, ecológicas, e de direitos dos animais, e não dá suficiente atenção ao principal, que, no Brasil, é a miséria e a desigualdade. A classe média é de "Oslo", portanto, porque dá a impressão de viver em um país em que as desigualdades e misérias foram praticamente resolvidas.                              | Aumento          |
| Fração crítica           | O menor segmento da classe média, são os setores mais intelectualizados, e que buscam criticar a sociedade. Esse segmento percebe a realidade social como uma invenção, algo construído. | Aumento          |

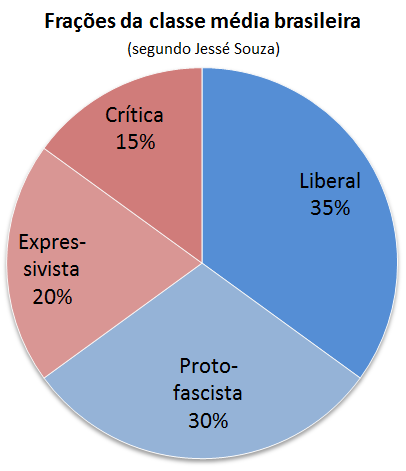
Composição da classe média brasileira, segundo suas frações, ou nichos. Toda a classe média corresponde a, no máximo, 20% da população

Além das divisões horizontais apresentadas acima, Souza também divide a classe média verticalmente em uma classe média alta e a massa da classe média. A classe média alta se aproxima da elite. Não ultrapassa 2% da população. Já a massa da classe média é bem maior: corresponde entre 15% e 18% da população. Esta massa é caracterizada por uma maior diversidade de opiniões políticas. Algumas abraçam o fascismo, enquanto outras são mais progressistas.

## ABEP (2015)
A Associação Brasileira de Empresas de Pesquisa (ABEP) usa o chamado "Critério Brasil". Em 2015, foi criado o Novo Critério Brasil.
O Critério de Classificação Econômica Brasil (CCEB), ou apenas "Critério Brasil", é uma classificação é feita com base na posse de bens e não com base na renda familiar. Para cada bem possuído há uma pontuação, e cada classe é definida pela soma dessa pontuação. As classes definidas pelo CCEB são A1, A2, B1, B2, C, D e E.  O Novo Critério Brasil, por sua vez, considera novos itens, como a presença de água encanada, rua asfaltada, posse de motocicleta e de outros itens de uso diário, como computadores e lavadoura de louças. Esse critério, contudo, tem suas desvantagens:
As mudanças de 2015 no Novo Critério Brasil têm aspectos bons e ruins. Dentre as alterações [positivas], há uma nova forma de avaliar a presença de infraestrutura urbana como água encanada e rua pavimentada, bem como a inclusão de novos itens de conforto e de locomoção.

É positiva a inclusão de itens de conforto e patrimônio, combinados ao grau de instrução e a presença de serviços públicos básicos. Porém, ao não englobar a faixa salarial atual, pessoas simples e com patrimônio ou que amam luxo e devem no banco podem ser classificadas inadequadamente. Em qualquer circunstância, esbarramos na dificuldade em obter uma resposta confiável ou precisa sobre valor de salário para alguns entrevistados.— Carneiro, Thiago (10 de dezembro de 2021). «Faixas Salariais x Classe Social». Arquivado do original em 6 de março de 2022

## Darcy Ribeiro (1995)
Em O Povo Brasileiro (1995), o antropólogo Darcy Ribeiro apresenta uma divisão empírica das classes, isto é, baseada na observação da sociedade. Ribeiro critica a importação de tipologias de classes sociais da Europa, como se elas valessem automaticamente para a realidade latino-americana. Nesta divisão, percebem-se quatro grandes estratos: classes dominantes, setores intermediários, classes subalternas e classes oprimidas.
A classe dominante subdivide-se em três grupos. O patronato, cujo poder e riqueza vêm da exploração econômica. O patriciado, por sua vez, é composto por indivíduos que exercem altos cargos (general, deputado, bispo, etc.) Mais tarde, surgiu entre as classes dominantes outro grupo: o estamento gerencial das empresas estrangeiras.
Os setores intemediários, por sua vez, são compostos por "pequenos oficiais, profissionais liberais, policiais, professores", entre  outros. As classes subalternas englobam os indivíduos que, apesar de pobres, estão integrados no mercado. Possuem empregos estáveis, Também englobam pequenos empresários, arrendatários, gerentes de propriedades rurais, etc.
A mais ampla classe é, contudo, as oprimidas, ou dos "marginais", composta principalmente de negros e mulatos. Estes não estão plenamente integrados na vida social, no sistema econômico, etc., e vivem de subempregos, ou de empregos instáveis. Para Ribeiro, a eles cabe a tarefa de reformar a sociedade.
| CLASSES DOMINANTES                                                                                      | CLASSES DOMINANTES                                      | CLASSES DOMINANTES              | CLASSES DOMINANTES                    | CLASSES DOMINANTES                       |
| --- | ------------------------------------------------------- | ------------------------------- | ------------------------------------- | ---------------------------------------- |
| PATRONATO                                                                                               | PATRONATO                                               | ESTAMENTO GERENCIAL ESTRANGEIRO | PATRICIADO                            | PATRICIADO                               |
| OLIGÁRQUICO Senhorial Parasitário                                                                       | MODERNO Empresarial Contratista                         | ESTAMENTO GERENCIAL ESTRANGEIRO | ESTATAL Político Militar Tecnocrático | CIVIL Eminências Lideranças Celebridades |
| SETORES INTERMEDIÁRIOS                                                                                  |                                                         |                                 |                                       |                                          |
| AUTÔNOMOS Profissionais liberais Pequenos empresários                                                   | AUTÔNOMOS Profissionais liberais Pequenos empresários   |                                 | DEPENDENTES Funcionários Empregados   | DEPENDENTES Funcionários Empregados      |
| CLASSES SUBALTERNAS                                                                                     |                                                         |                                 |                                       |                                          |
| CAMPESINATO Assalariados rurais Parceiros Minifundistas                                                 | CAMPESINATO Assalariados rurais Parceiros Minifundistas |                                 | OPERARIADO Fabril Serviços            | OPERARIADO Fabril Serviços               |
| CLASSES OPRIMIDAS                                                                                       |                                                         |                                 |                                       |                                          |
| MARGINAIS Trabalhadores estacionais Recoletores - volantes Empregados domésticos Prostitutas - mendigos |                                                         |                                 |                                       |                                          |
| Fonte: Ribeiro, Darcy (1995). O Povo Brasileiro. [S.l.]: Companhia das Letras                           |                                                         |                                 |                                       |                                          |

## Trujillo Ferrari (1983)
A descrição das classes sociais feita por Trujilo Ferrari em seu livro Fundamentos de Sociologia (1983), considerada "magistral" por Eva Maria Lakatos,  se baseia em critérios de renda. Ela é a seguinte:
| Classe                                                                                     | Descrição | Exemplos |
| ------------------------------------------------------------------------------------------ | --- | --- |
| Classe alta tradicional                                                                    | Descendente de famílias tradicionais da nobreza do império. Renda superior a 50 salários mínimos (à época).                                                                                       | Grandes latifundiários, banqueiros, usineiros, grandes industriais, altos funcionários públicos, profissionais liberais com tradição familiar.                    |
| Nova classe rica                                                                           | Classe que surgiu mais recentemente. É composta pelos imigrantes ou seus descendentes que conseguiram alcançar a riqueza. Renda superior a 25 salários.                                           | Profissionais liberais bem-sucedidos, componente da indústria, do comércio, de atividades imobiliárias. Segundo escalão da Igreja e das Forças Armadas.           |
|                                                                                            | | |
| Classe média alta                                                                          | Renda entre 15 e 25 salários mínimos. Em sua maioria é conservadora, mas há alguns grupos intelectuais de esquerda. Têm casa própria e educação superior.                                         | Profissionais liberais, corretores imobiliários, professores universitários, donos de empresas médias, fazendeiros e pecuaristas.                                 |
| Classe média média                                                                         | De 10 a 15 salários. Possuem curso superior ou o segundo grau completo. Vivem em apartamentos próprios, próximos ao seu local de trabalho.                                                        | Professores do segundo grau, professores universitários sem especialização, aeromoças, bibliotecários, bancários graduados, funcionários públicos de nível médio. |
| Classe média baixa                                                                         | São os que melhor se caracterizam como "proletáriado". Em grande parte são mão de obra e assalariados qualificados. Renda entre 5 e 10 salários.                                                  | Alfaiates, carpinteiros, ferreiros, motoristas, relojoeiros, mecânicos, etc.                                                                                      |
|                                                                                            | | |
| Classe baixa alta                                                                          | Dependem do aluguel da sua força de trabalho. Recebem de 2 a 5 salários. | "Na área urbana, as atividades preponderantes são funções manuais semiqualificadas, e na área rural, tratoristas e pequenos sitiantes."                           |
| Classe baixa baixa                                                                         | Também conhecida como os pobres. Máximo de 2 salários mínimos. Vivem em bairros periféricos e favelas, e estão constantemente sujeitos ao desemprego ou a subemprego. Em sua maioria analfabetos. | Nas cidades, ocupações maniais não qualificadas. Na área rural, lenhadores, pescadores, seringueiros, etc.                                                        |
| Fonte: Lakatos, Eva Maria (18 de janeiro de 2019). Sociologia Geral. [S.l.]: ATLAS EDITORA | | |

## Bresser-Pereira (1982)
O economista Luiz Carlos Bresser-Pereira, no livro Economia Brasileira: Uma Introdução Crítica (1982), Bresser adota a visão marxista-leninista, segundo a qual uma classe social é definida por sua inserção em relação aos meios de produção, estabelecendo diversas relações de produção entre si.
Conforme explica Bresser, no capitalismo há duas classes básicas: a burguesia e o proletariado. No estatismo, por sua vez, há uma tecnoburocracia ("técnicos e burocratas empregados em organizações públicas e privadas") e os trabalhadores. Contudo, o Brasil é uma economia mista: apresenta tanto a propriedade privada capitalista como o estatismo. Destarte, o país têm três classes básicas: a burguesia, a tecnoburocracia e os trabalhadores. Há, em seguida, as camadas de cada classe.
| Classe             | Camada             | Nota                                                                |
| ------------------ | ------------------ | ------------------------------------------------------------------- |
| Burguesia          | Alta               | Compõem a classe dominante                                          |
| Burguesia          | Média(2)           | Compõem a classe dominante                                          |
| Burguesia          | Pequena(2)         | Pequena produção mercantil, pequenos proprietários                  |
| Tecnoburocracia(1) | Alta               | Diretores profissionais. Próxima à alta burguesia em padrão de vida |
| Tecnoburocracia(1) | Média(2)           | Gerentes e técnicos                                                 |
| Tecnoburocracia(1) | Baixa(2)           | Funcionários                                                        |
| Trabalhdores       | Especializados     | Em ascensão, aproximava-se das camadas baixas do estrato superior   |
| Trabalhdores       | Semiespecializados | —                                                                   |
| Trabalhdores       | Braçais            | —                                                                   |

(1) classe de origem mais recente, de meados do século XX, na esteira da industrialização mais intensiva da época
(2) constitui a classe média. que,  para Bresser, não é uma classe, mas um conglomerado de classes.
Na sociedade assim estratificada, cada classe possui sua função determinada.
A burguesia, enquanto classe dominante, submete a economia brasileira à lógica da acumulação de capital. A tecnoburocracia emergente, além de dar apoio à burguesia, tem seus interesses próprios e procura submeter a economia do país à lógica da expansão da organização burocrática, seja a organização privada ou estatal. Para a burguesia, interessa realizar lucros e acumular capital. O objetivo da tecnoburocracia é aumentar seus ordenados [salários] e fazer crescer o número de postos burocráticos através da expansão das grandes organizações— Pereira, Luiz Carlos Bresser (1998). Economia brasileira: uma introdução crítica 3ª ed. [S.l.]: Editora 34. p. 69

## Classes no Brasil Colônia

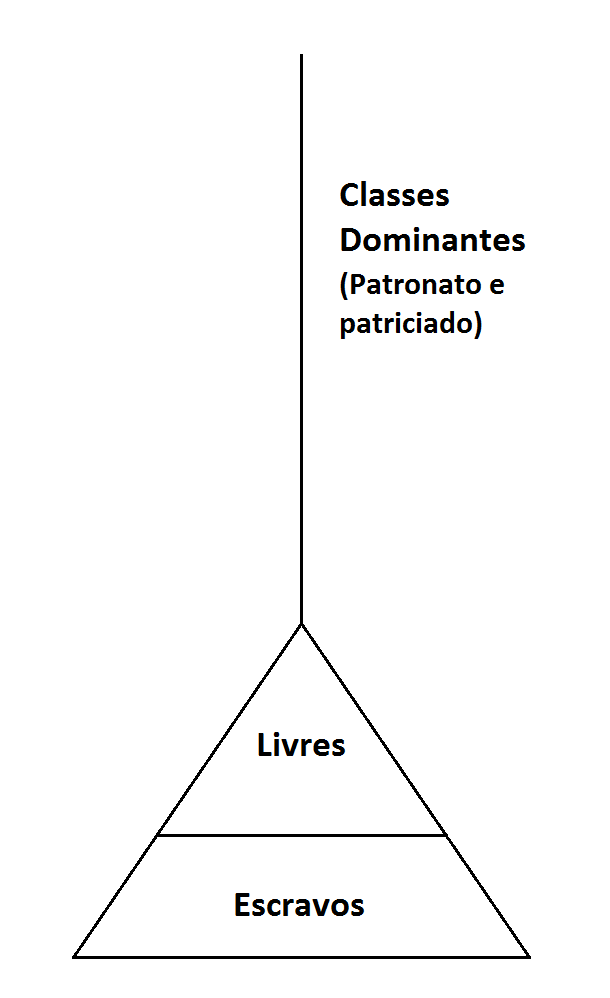
Posição e magnitude relativa dos estratos sociais no Brasil colonial. A classes dominantes, devido a seu pequeno tamanho, são representadas por uma linha

Conforme Darcy Ribeiro, em Teoria do Brasil (1975), a estratificação social do Brasil Colônia era mais simples. Havia as classes dominantes, os livres e os escravos.
As classes dominantes se dividiam em um patronato e em um patriciado burocrático. O primeiro compreendia, por um lado, um patronato senhorial, aqueles cujo poder decorria da propriedade de grandes fazendas (de açúcar, por exemplo) e minas (como as de ouro, em Minas Gerais); e, por outro, um patronato parasitário, dedicado ao comércio de escravos, à usura e à importação e exportação de mercadorias em geral.
O patriciado burocrático, por sua vez, envolvia aqueles cujo poder advinha do exercício do mando político, na qualidade de agentes da potência colonial. Ocupavam cargos, entre eles os de governantes, comandantes militares e do alto escalão eclesiástico. É relevante ressaltar que os dois componentes da classe dominante (patronato e patriciado), bem como os subdivisões do patronato, persistiram ao longo dos anos e existem no Brasil contemporâneo (ver tabela na seção Darcy Ribeiro (1995) acima).
Os livres eram um setor intermediário entre as elites dominantes e os escravos. Formavam um grupo pouco numeroso de pobres, mestiços e mulatos que sobreviviam em atividades auxiliares ou complementares, entre elas o pequeno artesanato, a pequena lavoura de subsistência, o pastoreio, entre outras. Também se engajavam em corpos militares, oficiais ou não, com fins à repressão de revoltas indígenas ou escravas (como a destruição do quilombo dos Palmares por Domingos Jorge Velho). Os escravos, na base da pirâmide, eram o contingente mais numeroso. Essa relação só se inverteu no Brasil Imperial, período no qual os livres eram a maioria, e não mais os escravos.
Persebe-se a ausência de uma classe média em todo o período colonial:
O desenvolvimento de “Classes médias” ou intermediárias de “pequena-burguesia” de “pequena” e de “média indústria”, de “pequena e média agricultura” é tão recente, entre nós, sob formas notáveis, sequer, consideráveis, que durante todo aquele período que vai do século XVI ao XIX, seu estudo pode ser quase desprezado; e quase ignorada sua presença na História Social da Família Brasileira— Gilberto Freyre Sobrados e Mocambos — volume I — pág. 52